# Digimon (magazine)
Pour les articles homonymes, voir Digimon (homonymie).
Digimon est un magazine français mensuel, destiné à la jeunesse, regroupant des bandes dessinées adaptant les trois premières saisons animée de la franchise du même nom, publié en octobre 2000 à juillet 2004 par les éditions Dino Entertainment, Dino+ et Panini Comics.
Elle publie d'abord les treize numéros du comics adaptant la première saison réalisé par Dark Horse Comics aux États-Unis,. La version reliée en format bande-dessinée de cette adaptation, La Digi-BD !, est éditée chez Dargaud de 2001 à 2002 en quatre tomes. À la rentrée 2001, Panini Comics reprend la continuité pour ses magazines européens et adapte la saison deux en dix numéros,,, puis la troisième saison en vingt-deux numéros, avec des équipes allemandes et britanniques.

## Histoire
Ce magazine est dérivé de la série événement Digimon, qui remporte un très fort succès chez les téléspectateurs sur Fox Kids le 14 août 1999. Début 2000, elle se démarque sur le continent nord-américain lorsque la maison d'édition Dark Horse Comics obtient les droits pour une publication mensuelle d'un comic-book indépendant entre mai et septembre 2000 adaptée depuis la première saison Digimon Adventure,. Identique à l'anime, le magazine expose les aventures des sept enfants digisauveurs aspirés dans le digimonde ; dans ce monde composé de données, ils y rencontrent leurs partenaires Digimon. À cette période, les deux premiers tomes du manga japonais Digimon Adventure V-Tamer 01 paraissent en Allemagne, en Italie et en Espagne avant leur annulation. Contrairement aux autres bande dessinées adaptées à partir de la série animée, le comics Digimon est en couleurs.
La société de distribution européenne, Panini Comics, elle, approche ensuite la franchise d'une manière différente selon les pays. L'Allemagne reprend la continuité du comic-book américain pour le compte de son magazine Digimon et les équipes britanniques rééditent les numéros de Dark Horse Comics, avant de localiser la production allemande adaptant de la seconde saison, tout en apportant leurs chapitres propres dès la rentrée 2001, qui paraissent à la fois dans le magazine Digimon britannique officiel, et sur les pages du magazine officiel de Fox Kids, Wickid. En France et en Italie, c'est également Panini Comics qui se charge de la distribution. Cette série de bande-dessinée est publiée en France en quarante-six numéros dans les pages de ce magazine mensuel Digimon, édité par Dino Entertainment, puis par Panini Comics France, entre octobre 2000 et juillet 2004.